# ميخائيل كين (لاعب كرة قدم)
ميخائيل كين (بالإنجليزية: Michael Cain)‏ هو لاعب كرة قدم بريطاني، ولد في 18 فبراير 1994 في لوتن في المملكة المتحدة. لعب مع ليستر سيتي ونادي لوتون تاون ونادي مانسفيلد تاون ونادي والسول.

## وصلات خارجية
- ميخائيل كين على موقع قاعدة بيانات كرة القدم.إي يو (الإنجليزية)
- ميخائيل كين على موقع Soccerbase.com (لاعب) (الإنجليزية)
- ميخائيل كين على موقع Soccerway.com (الإنجليزية)